# Carl Friedrich Pfeffel
Carl Friedrich Pfeffel (auch Karl) (* 21. Januar 1775 in Colmar; † 7. April 1858 in Frankfurt am Main) war ein deutscher Handelsmann, Bankier und Abgeordneter.
Pfeffel war der Sohn von Gottlieb Konrad Pfeffel und Neffe von Christian Friedrich Pfeffel von Kriegelstein. Er besuchte vom 26. Mai 1787 bis zum 27. November 1789 die von seinem Vater gegründete Kriegsschule in Colmar. 1795 bis 1798 arbeitete er im Büro des französischen Gesandten in Basel und wurde dann zum Militär eingezogen. Bereits im folgenden Jahr wurde er wegen seines schlechten Sehvermögens aus der Armee entlassen. Anfang 1800 wurde er dritter Teilhaber des Bankhauses de Gouinouth in Reims, das aber 1801 schließen musste. 1802 trat er in das Gebrüder Bethmann in Frankfurt ein. Von 1818 bis 1824 war er Mitglied der Frankfurter Handelskammer. Anfang der 1840er Jahre schied er aus dem Bankhaus aus. 1821 bis 1858 war er Administrator der Dr. Senckenbergischen Stiftung und Vorstand der Blinden-Anstalt. Er war Verwaltungsrat des Deutschen Phönix, Frankfurter Lebens- und Rückversicherung.
Aus seiner Ehe mit der Tochter des Weinhändlers Müller ging der gemeinsame Sohn Friedrich (Fritz) Pfeffel hervor, der ebenfalls Bankier und Vizepräsident der Gesetzgebenden Versammlung der Freien Stadt Frankfurt wurde.
Von 1824 bis 1833 war Pfeffel Mitglied der Ständigen Bürgerrepräsentation der Freien Stadt Frankfurt.